# Raspailia acanthifera
Raspailia acanthifera är en svampdjursart som först beskrevs av George och Wilson 1919.  Raspailia acanthifera ingår i släktet Raspailia och familjen Raspailiidae. Inga underarter finns listade i Catalogue of Life.